# Lépéselőnyben
A Lépéselőnyben (eredeti cím: Leverage) 2008 és 2012 között futott amerikai televíziós sorozat. A műsor alkotói John Rogers és Chris Downey, a történet pedig egy csapat szélhámosról szól, akik az elesett emberek megsegítése végett hajtják végre bűntetteiket. A főbb szereplők közt megtalálható Timothy Hutton, Gina Bellman, Christian Kane, Beth Riesgraf és Aldis Hodge.
A sorozatot az Amerikai Egyesült Államokban a TNT adta 2008. december 7. és 2012. december 25. között. Magyarországon először a Viasat 3 mutatta be 2009. szeptember 9-én, majd a második évadot már a Viasat 6 adta le. Az utolsó három évad végül a PRO4 műsorűn került bemutatásra.

## Cselekmény
Nathan Ford egy biztosítási cég nyomozója volt, aki többmillió dollárnyi lopott értéket szerzett vissza és a világ legveszélyesebb tolvajait üldözte. Ám a IYS, a cég aminek dolgozik megkérdőjelezhető módon nem támogatta Nate halálosan beteg fiának kezelési költségeit, ami miatt végül a fiú meg is hal. Az érzelmileg és anyagilag is tönkrement Nate-et egy Victor Dubenich nevű repülőgépiparos keresi fel egy ajánlattal, hogy egy csapat tolvajjal segítsen neki ellopott szellemi tulajdonokat visszaszerezni. Ebbe belemegy, majd miután kijátszották az őket csak kihasználni akaró Dubenichet felhasználják annak cégét, hogy tisztázzák a nevüket és elég pénzük legyen a visszavonuláshoz. a Nate vezette csapat pedig ezután modern Robin Hoodként kezd működni, tehetségüket kihasználva próbálnak segíteni az arra rászurolókon.

## Szereplők
| Szereplő      | Színész        | Magyar hang    |
| ------------- | -------------- | -------------- |
| Nathan Ford   | Timothy Hutton | Csankó Zoltán  |
| Eliot Spencer | Christian Kane | Zöld Csaba     |
| Parker        | Beth Riesgraf  | Solecki Janka  |
| Alec Hardison | Aldis Hodge    | Tokaji Csaba   |
| Tara Cole     | Jeri Ryan      | Pikali Gerda   |
| Dalton Rand   | Luke Perry     | Galambos Péter |
| Wilson Perry  | Lathrop Walker | Seder Gábor    |
| Jodie McManus | Jen Taylor     | Biró Anikó     |

## Epizódok
| Évad | Évad | Epizódok | Eredeti sugárzás  | Eredeti sugárzás   | Eredeti adó | Magyar sugárzás     | Magyar sugárzás | Magyar adó |
| Évad | Évad | Epizódok | Évadpremier       | Évadfinálé         | Eredeti adó | Évadpremier         | Évadfinálé      | Magyar adó |
| ---- | ---- | -------- | ----------------- | ------------------ | ----------- | ------------------- | --------------- | ---------- |
|      | 1    | 13       | 2008. december 7. | 2009. február 24.  | TNT         | 2009. szeptember 9. | n/a             | Viasat 3   |
|      | 2    | 15       | 2009. július 15.  | 2010. február 17.  | TNT         | 2011. március 30.   | n/a             | Viasat 6   |
|      | 3    | 16       | 2010. június 20.  | 2010. december 19. | TNT         | 2014. december 9.   | n/a             | PRO4       |
|      | 4    | 18       | 2011. június 26.  | 2012. január 15.   | TNT         | 2014. december 31.  | n/a             | PRO4       |
|      | 5    | 15       | 2012. július 15.  | 2012. december 25. | TNT         | 2015. január 26.    | n/a             | PRO4       |